# خيسوس أورتيغا بينيتيز
خيسوس أورتيغا بينيتيز (بالإسبانية: Jesús Ortega Benítez)‏ هو لاعب كرة قدم مكسيكي في مركز الوسط، ولد في 30 مارس 1997 في كويرنافاكا في المكسيك.

## وصلات خارجية
- خيسوس أورتيغا بينيتيز على موقع قاعدة بيانات كرة القدم.إي يو (الإنجليزية)
- خيسوس أورتيغا بينيتيز على موقع Soccerway.com (الإنجليزية)